# Ramswaroop Verma
Ramswaroop Verma (* 22. August 1923 im Dorf Gaurikaran, Uttar Pradesh; † 19. August 1998 in Lakhnau, Uttar Pradesh) war ein indischer Bürgerrechtler. Er ist Gründer der humanistischen Vereinigung Arjak Sangh.

## Leben
Verma studierte an der Universität Allahabad und der Universität Agra. Er lehnte die Existenz von Gott und Seele ab. Er lehnte zudem die Konzepte Karma und Fatalismus ab. Er setzte sich vehement gegen den Brahmanismus und dessen Kastensystem und für die Rechte und Freiheit der Bürger ein. Er gründete die Wochenzeitung Arjak Saptahik. Beeinflusst wurde er von Bhimrao Ramji Ambedkar.

## Werk (Auswahl)
- Manavwadi Prashnotri (Humanistische Fragen-Antworten) (1984), Lucknow
- Kranti Kyon aur Kaise (Revolution: Warum und wie?) (1989), Lucknow
- Manusmriti Rashtra ka Kalank (Manusmriti als nationale Schande) (1990), Lucknow
- Niradar kaise mite? (Wie Verachtung beseitigen?) (1993), Lucknow
- Achuton ki Samasya aur Samadhan (Das Problem der Unberührbaren und seine Lösung) (1984), Lucknow